# Ацидиметрия
Ацидиметрията е дял от протонометрията за количествено определяне на киселини или разтвори с кисела реакция чрез титруване със стандартен разтвор на основа.